# Арагусуку
Арагусу́ку (яп. 新城島 арагусуку-дзима) — два небольших острова в составе островной группы Яэяма островов Сакисима архипелага Рюкю, Япония. Административно относятся к округу Такэтоми района Яэяма префектуры Окинава. Острова расположены на запад от острова Куросима.
Острова:
- Симодзи
- Камидзи.

Площадь островов составляет 3,31 км², из них площадь Симодзи — 1,76 км², Камидзи — 1,55 км².
Острова низменные, максимальная высота Симодзи — 21 м, Камидзи — 12 м.
Население островов живёт в двух сёлах Уэдзи (Камидзи) и Симудзи (Симодзи).